# 1 000 kilomètres de Kristianstad 1956
Navigation
Édition précédente Édition suivante
Les 1 000 kilomètres de Kristianstad 1956, disputés le 12 août 1956 sur le circuit de Rabelöfsbanan (de), sont la cinquième et dernière manche du Championnat du monde des voitures de sport 1956.

## Course

### Classement de la course
| Pos. | N° | Catégorie | Pilote                                  | Copilote                      | Écurie                    | Voiture             | Temps                 | Abandon           |
| ---- | -- | --------- | --------------------------------------- | ----------------------------- | ------------------------- | ------------------- | --------------------- | ----------------- |
| 1    | 3  | S         | Maurice Trintignant                     | Phil Hill                     | Scuderia Ferrari          | Ferrari 290 MM      | 6 h 33 min 47 s 7 153 |                   |
| 2    | 1  | S         | Peter Collins                           | Wolfgang von Trips            | Scuderia Ferrari          | Ferrari 290 MM      | 6 h 34 min 27 s 6 153 |                   |
| 3    | 2  | S         | Alfonso de Portago Mike Hawthorn        | Duncan Hamilton Peter Collins | Scuderia Ferrari          | Ferrari 860 Monza   | 152                   |                   |
| 4    | 33 | PS+2.0    | John Kvarnström                         | Erik Lundgren (en)            | Tore Bjurström            | Ferrari 750 Monza   | 148                   |                   |
| 5    | 3  | PS+2.0    | Allan Borgefors                         | Carl-Gunnar Hammarlund        | Tore Bjurström            | Ferrari 750 Monza   | 93                    |                   |
| 6    | 16 | S         | Peter Whitehead                         | Graham Whitehead              | Graham Whitehead          | Jaguar D-Type       | 145                   |                   |
| 7    | 7  | S         | Sture Nottorp                           | Ivar Andersson                | Tore Bjurström            | Ferrari 410 Sport   | 145                   |                   |
| 8    | 43 | PS2.0     | Richard von Frankenberg                 | William Buff                  | William Buff              | Porsche 550 Spyder  | 138                   |                   |
| 9    | 6  | S         | Grus-Olle Persson Herbert MacKay-Fraser | Robert Tappan                 | Robert E. Tappan          | Ferrari 500 TR      | 138                   |                   |
| 10   | 46 | PS2.0     | Bengt Martenson                         | Björn Martenson               | Bengt O. Martenson        | Ferrari 500 Mondial | 138                   |                   |
| 11   | 45 | PS2.0     | Peter Nöcker                            | Wolfgang Seidel               | Wolfgang Seidel           | Porsche 550 Spyder  | 134                   |                   |
| 12   | 41 | PS2.0     | Gilberte Thirion                        | Claude Dubois                 | Équipe Nationale Belge    | Porsche 550 Spyder  | 133                   |                   |
| 13   | 44 | PS2.0     | Hans Herrmann                           | Gert Kaiser (sv)              | Gert Kaiser               | Porsche 550 Spyder  | 125                   |                   |
| 14   | 35 | PS+2.0    | Raymond Flower                          | FitzRoy Somerset              | Raymond Flower            | Austin-Healey 100 S | 123                   |                   |
| Abd. | 4  | S         | Juan Manuel Fangio                      | Eugenio Castellotti           | Scuderia Ferrari          | Ferrari 860 Monza   | 123                   | Moteur            |
| Abd. | 10 | S         | Luigi Villoresi Stirling Moss           | Umberto Maglioli              | Officine Alfieri Maserati | Maserati 300S       | 115                   | Moteur            |
| Abd. | 31 | PS+2.0    | François Picard                         | Jean-Claude Vidilles (de)     | François Picard           | Ferrari 750 Monza   | 103                   | Boîte de vitesses |
| Abd. | 8  | S         | Stirling Moss                           | Jean Behra                    | Officine Alfieri Maserati | Maserati 300S       | 96                    | Incendie          |
| Abd. | 32 | PS+2.0    | Gunnar Carlsson                         | Erik Carlsson                 | Tore Bjurström            | Ferrari 750 Monza   | 96                    | Freins            |
| Abd. | 15 | S         | Ron Flockhart Desmond Titterington      | Ninian Sanderson              | Ecurie Ecosse             | Jaguar D-Type       | 94                    | Accident          |
| Abd. | 36 | PS+2.0    | Alain de Changy                         | Freddy Rousselle (de)         | Équipe Nationale Belge    | Ferrari 750 Monza   | 89                    | ?                 |
| Abd. | 14 | S         | Desmond Titterington                    | Jock Lawrence (de)            | Ecurie Ecosse             | Jaguar D-Type       | 88                    | Moteur            |
| Abd. | 5  | S         | Peter Collins Robert Manzon             | Olivier Gendebien             | Scuderia Ferrari          | Ferrari 290 MM      | 73                    | Accident          |
| Abd. | 42 | PS2.0     | Mathieu Hezemans (de)                   | Hubert Oebels                 | Mathieu Hezemans          | Porsche 550 Spyder  | 63                    | Allumage          |
| Abd. | 12 | S         | Benoît Musy Harry Schell                | André Simon                   | Officine Alfieri Maserati | Maserati 300S       | 26                    | Boîte de vitesses |
| Abd. | 11 | S         | Francisco Godia-Sales                   | Jo Bonnier                    | Officine Alfieri Maserati | Maserati 300S       | 25                    | Essieu            |
| Abd. | 9  | S         | Piero Taruffi Cesare Perdisa            | Harry Schell                  | Officine Alfieri Maserati | Maserati 300S       | 0                     | Accident          |